# Georg Flatau
Georg Flatau (ur. 6 lutego 1865 w Lyck, zm. 1942 w KL Theresienstadt) – niemiecki lekarz neurolog i psychiatra. Jako jeden z pierwszych lekarzy w Berlinie zajmował się psychoterapią i hipnotyzmem.
Studiował na Uniwersytecie Fryderyka Wilhelma w Berlinie, dysertację na stopień doktora medycyny poświęconą wiądowi rdzenia przedstawił 25 czerwca 1890. Następnie praktykował w Berlinie. Od około 1900 roku związany z polikliniką Hermanna Oppenheima, był w niej asystentem (1905). Miał tytuł radcy sanitarnego (Sanitätsrat). We wrześniu 1942 przewieziony transportem  I/57 z Berlina do KL Theresienstadt, gdzie zginął.

## Wybrane prace
- Zur Behandlung der Tabes dorsualis durch Suspension. Berlin, Buchdr. v. Gustav Schade (Otto Francke) (1890)
- Ueber einen bemerkenswerten Fall von Hemikranie. Centralblatt  für Nervenheilkunde und Psychiatrie 25, ss. 746-752 (1902)
- Ueber den diagnostischen Werth des Gräfe'schen Symptoms und seine Erklärung[6]. (1900)
- Ueber die nervöse Schlaflosigkeit und deren Behandlung mit besonderer Berücksichtigung der Psychotherapie (1901)
- Die Chorea (Veitstanz). B. Konegen, 1905
- Die poliomyelitis anterior acuta. (Spinale Kinderlähmung). Konegen., 1906
- Zur Psychologie der nervosen Kinder (1907)
- Erkrankungen der peripherischen Nerven (1909)
- Einiges über die Ätiologie der sexuellen Neurasthenie (1912)
- Sexuelle Neurasthenie.  Berlin, Fischer Medicin. Buchhandlung, 1912.
- Ueber „Roborat” in der Privatpraxis. Deutsche Medizinische Wochenschrift; 31, 1902
- Bemerkungen über mechanische Mittel zur Behebung der Impotenz. Deutsche Medizinische Wochenschrift 32 (1914)
- Eine seltene Potenzstörung. Deutsche Medizinische Wochenschrift; 13, 1914
- Ueber ein neues Sedativum und Hypnoticum (Adalin). Deutsche Medizinische Wochenschrift; 52, 1910
- Atrophie der kleinen Handmuskeln aus besonderer Ursache. Deutsche Medizinische Wochenschrift; 42, 1917
- Atypische Athetosis. Zeitschrift für die gesamte Neurologie und Psychiatrie (1917)
- Ueber psychische Infektion[7]. (1918)
- Kursus der Psychotherapie und des Hypnotismus. Berlin, Karger, 1918
- Zur Frage der wissenschaftlichen Auffassung der Hypnose. Deutsche Medizinische Wochenschrift; 28, 1924
- Neue Anschauungen über die Neurosen und ihr Einfluß auf die Therapie. Abhandlungen aus der Gebiete der Psychotherapie und medizinischen Psychologie 9 (1923)
- Beziehungen zwischen Tabes und Erkrankungen der Verdauungsorgane[8]. (1928)
- Unfälle - Neurosen. Abhandlungen aus dem Gebiete der Psychotherapie und der medizinischen Psychologie 15 (1931)